# Halla Tómasdóttir
Halla Tómasdóttir, född 11 oktober 1968 i Reykjavík, är en isländsk näringslivspersonlighet som sedan 1 augusti 2024 är Islands president (oberoende). Hon är landets andra kvinnliga president (efter Vigdís Finnbogadóttir) och var tidigare verkställande direktör vid den globala ideella organisationen The B Team. Hon blev även första kvinna som VD för Islands handelskammare.

## Biografi
Tómasdottirs karriär började när hon arbetade för Mars och Pepsi i USA. I slutet av 1990-talet, 1998, var hon en av grundarna till Reykjaviks universitet och 2007 var hon med och grundade investeringsbolaget Auður Capital. 2016 ställde hon upp i presidentvalet och fick 30% av rösterna, men förlorade till Guðni Jóhannesson som fick 39% av rösterna. 8 år senare, 2024, ställde Tómasdottir upp på nytt och vann med 33,9% av rösterna mot bland annat den tidigare statsministern Katrín Jakobsdóttir.
Hon är gift med affärsmannen Björn Skúlason (född 23 juli 1973). Paret har två barn.

## Utmärkelser
- Stormästare av Isländska falkorden, 1 augusti 2024.
- Riddare av Elefantorden, 8 oktober 2024.
- Riddare av Storkorset till Sankt Olavs orden, 8 april 2025.
- Riddare av Kungliga Serafimerorden, 6 maj 2025.